# Nanos dubitatus
Nanos dubitatus là một loài bọ cánh cứng trong họ Bọ hung (Scarabaeidae).